# بندر بیلبائو
بندر بیلبائو در خلیج بیلبائو آبرا و در امتداد خور بیلبائو در بیسکای (سرزمین باسک) قرار دارد. امکانات اصلی در شهرداری‌های سانتورتزی و زیربنا، تقریباً ۱۵ کیلومتر (۹٫۳ مایل) غربی بیلبائو واقع شده‌اند. همچنین به نام‌های بندر خارجی و سوپراپورتو شناخته می‌شود، این مجموعه بندری شامل ۳٫۱۳ کیلومتر مربع (۷۷۳ جریب) زمین و ۱۶٫۹۴ کیلومتر مربع (۴۱۸۶ جریب) آب در امتداد ۱۷ کیلومتر (۱۰٫۶ مایل) از خط ساحلی است.